# جوائز دراما إس بي إس
جوائز دراما إس بي إس SBS Drama Awards أو SBS Awards Festival (هانغل: SBS 연기대상؛ الحروف الرومانية للغة القومية: SBS Yeon-gi Daesang) المعروف كذلك باسم «مهرجان جوائز إس بي إس» SBS Awards Festival، هو حفل لتوزيع الجوائز الفنية يعقد سنويا في في 31 ديسمبر في سول بكوريا الجنوبية من طرف إذاعة نظام بث سول الكورية والمعروفة اختصارا إس بي إس لتكريم كل صناع الدراما الكورية عن مجمل الإنجازات البارزة التي بثت على شبكتها. وتعتبر أعلى جائزة في المهرجان هي «الجائزة الكبرى» التي تمنح لأفضل ممثل أو ممثلة في العام.

## روابط خارجية
- جوائز دراما إس بي إس على موقع IMDb (الإنجليزية)